# Гулий, Екатерина Ивановна
Екатерина Ивановна Гулий (укр. Катерина Іванівна Гулій; 5 августа 1937 год, село Хомутец, Миргородский район, Харьковская область) — колхозница, звеньевая колхоза имени Шевченко Миргородского района Полтавской области, Украинская ССР. Герой Социалистического Труда (1966).

## Биография
Родилась 5 августа 1937 года в крестьянской семье в селе Хомутец Миргородского района Харьковской области (сегодня — Полтавская область). В 1959 году окончила среднюю школу в родном селе, после чего стала работать в местном колхозе имени Шевченко Миргородского района. Возглавляла молодёжное полеводческое звено, которое было создано по её инициативе.
С начала 60-х годов XX столетия звено Екатерины Гулий, приняв участие в областном социалистическом соревновании кукурузоводов, ежегодно перевыполняло план по выращиванию кукурузы. В 1961 году звено собрало в среднем по 101 центнера кукурузы с участка площадью 30 гектаров, в 1963 году — 76,4 центнера и в 1965 году по 75 центнеров с каждого гектара нас участке площадью 45 гектаров. В 1966 году была удостоена звания Героя Социалистического Труда «за успехи, достигнутые в увеличении производства кукурузы и других зерновых и кормовых культур».
В 1966 году окончила без отрыва от производства Полтавский сельскохозяйственный институт. С 1969 по 1973 год — агроном Миргородского межрайонного объединения «Сортсеменоовощ». С 1973 года работала агрономом колхоза «Ленинский путь» Миргородского района.
Участвовала в общественной жизни Украинской ССР. Была избрана Верховным Советом УССР членом Комитета народного контроля Украинской ССР.
В 1992 году вышла на пенсию. Проживала в городе Миргород Полтавской области.

## Награды
- Герой Социалистического Труда — указом Президиума Верховного Совета СССР от 23 июня 1966 года
- Орден Ленина
- Медаль «За трудовую доблесть»